# Йоахім Кіршнер
Йоахім Кіршнер (нім. Joachim Kirschner; 6 липня 1920 — 17 грудня 1943) — німецький льотчик-ас винищувальної авіації, гауптман люфтваффе. Кавалер Лицарського хреста Залізного хреста з дубовим листям.

## Біографія
26 серпня 1939 року вступив в люфтваффе. Закінчив авіаційне училище в Дрездені та 5-те училище винищувальної авіації. 9 травня 1941 року зарахований в навчальну групу 3-ї винищувальної ескадри. В грудні 1941 року переведений в 5-у ескадрилью. З серп 1942 року — командир своєї ескадрильї. 5 липня 1943 року протягом одного дня в районі Орел-Курськ збив 9 радянських літаків. 5 серпня 1943 року збив свій 150-й літак. З 19 жовтня 1943 року — командир 4-ї групи 27-ї винищувальної ескадри, дислокованої в Греції. 17 грудня 1943 року його літак (Bf.109G) був збитий радянськими винищувачами на південь від Столаця. Кіршнер катапультувався, був взятий у полон югославськими партизанами і застрелений ними.
Всього за час бойових дій здійснив приблизно 600 бойових вильотів і збив 188 літаків супротивника, в тому числі 167 радянських, а також знищив 22 літаки на землі, 58 вантажівок, 2 локомотиви, потяг з боєприпасами і бронеавтомобіль. 

## Звання
- Фанен-юнкер (26 серпня 1939)
- Лейтенант (1 лютого 1941)
- Оберлейтенант (1 лютого 1943)
- Гауптман (1 серпня 1943)

## Нагороди
- Нагрудний знак пілота
- Залізний хрест
  - 2-го класу (27 січня 1942)
  - 1-го класу (12 квітня 1942)
- Авіаційна планка винищувача в золоті з підвіскою
- Німецький хрест в золоті (3 грудня 1942)
- Почесний Кубок Люфтваффе (21 грудня 1942)
- Лицарський хрест Залізного хреста з дубовим листям
  - лицарський хрест (23 грудня 1942) — за 51 перемогу.
  - дубове листя (№267; 2 серпня 1943) — за 170 перемог і знищені наземні цілі.